# Mario Cimarro
Mario Cimarro (tên thật là Mario Antonio Cimarro Paz sinh ngày 1 tháng 6 năm 1971 La Habana, Cuba). Anh là một diễn viên nổi tiếng ở Cuba. Bộ phim nổi tiếng nhất của anh là Pasión de gavilanes.

## Các phim thuộc thể loại Telenovela đã tham gia
- Necessary Roughness (2012), USA Network
- Los Herederos del Monte (2011), Telemundo
- Mar de amor (2009), Televisa
- La Traición (2008), Telemundo, Caracol Television
- El cuerpo del deseo (2005), Telemundo, Caracol Television
- Pasión de Gavilanes (2003), Telemundo, Caracol Television
- Gata Salvaje (2002), Venevision
- Más que amor, frenesí (2001), Venevision
- La casa en la playa (2000), Televisa
- Amor latino (2000), Nicolas Del Boca Producciones
- La mujer de mi vida (1998), Venevision
- La usurpadora (1998), Televisa
- Gente bien (1997), Televisa
- Sentimientos Ajenos (1996), Televisa
- Acapulco, cuerpo y alma (1995), Televisa

## Các phim đã tham gia
- Mediterranean Blue (2012)
- The Black Russian (2012)
- We Are The World (2010)
- Puras Joyitas (2007)
- Rockaway (2007)
- Managua (1997)
- The Cuban Connection (1997)
- Romeo + Juliet (1996)